# Leap (James Bay)
Leap è il terzo album in studio del cantautore inglese James Bay, pubblicato l'8 luglio 2022 da Mercury e Republic Records. È stato preceduto dai singoli Give Me the Reason, One Life e Everybody Needs Someone e include la produzione e la scrittura di canzoni di Dave Cobb, Foy Vance, Ian Fitchuk, Joel Little e Finneas.
L'album è stato registrato a Nashville e Londra.
Roy Sang di Clash ha descritto Leap come "un caloroso abbraccio a coloro che bramano di vedere il lato positivo in mezzo alle tempeste della vita" e ha ritenuto che "mostra un lato più incustodito di Bay di quanto visto in precedenza come un tentativo riuscito di aumentare la sua tavolozza artistica". Ali Shutler di NME ha definito l'album "una raccolta audace e sicura di sé di canzoni sulla soddisfazione" e "un vero ritorno a quelle canzoni acustiche da falò" di prima nella sua carriera, commentando che "Bay non ha mai suonato così sicuro di stesso", concludendo che Leap è un "disco toccante e delicato che finalmente vede Bay del tutto a suo agio con quello che è".
Nella classifica degli album infrasettimanali del Regno Unito dell'11 luglio 2022, Bay era al numero uno nel Regno Unito, raggiungendo il primato della vetta dopo Chaos and the Calm (2014), sebbene solo 300 unità in classifica davanti al numero due.

## Tracce
1. Give Me the Reason – 3:54
2. Nowhere Left to Go – 3:24
3. Save Your Love – 3:23
4. Everybody Needs Someone – 3:28
5. One Life – 3:25
6. Silent Love – 3:35
7. Love Don't Hate Me – 3:27
8. Brilliant Still – 3:33
9. Right Now – 4:12
10. We Used to Shine – 3:48
11. Endless Summer Nights – 3:29
12. Better – 4:02